# Maranta humilis
Maranta humilis là một loài thực vật có hoa trong họ Marantaceae. Loài này được Aubl. mô tả khoa học đầu tiên năm 1775.